# 크롬빗
크롬빗(Chromebit)은 구글의 크롬 OS 운영 체제를 실행하는 스틱 PC이다. 텔레비전이나 모니터의 HDMI 포트에 연결하면 이 장치는 디스플레이를 개인용 컴퓨터로 전환한다. 크롬빗은 블루투스, 와이파이를 경유한 키보드, 마우스 추가를 허용한다. 이 장치는 2015년 4월 발표되었으며 11월 배송을 시작하였다.

## 기능
크롬빗은 HDMI 포트를 갖춘 디스플레이를, 구글의 크롬 OS 운영 체제를 구동하는 데스크톱 형태의 크롬 OS 데스크톱으로 전환한다. 크롬 OS는 주로 싱글 애플리케이션, 웹 브라우저를 지원하므로 소프트웨어 기능과 데이터 스토리지를 위해 인터넷 연결에 상당 부분 의존한다.
크롬빗은 다른 구글 장치인 크롬캐스트와 상당한 유사성을 지닌다. 그러나 크롬캐스트가 텔레비전이나 기타 대형 화면에 동영상과 스틸 이미지를 표출하기 위해 설계된 반면 크롬빗은 자체 개인 컴퓨터이다. 이 장치는 다른 두 운영 체제인 윈도우 8.1, 우분투를 이용하여 비슷한 플러그인 기능을 제공하는 인텔 컴퓨트 스틱과 경쟁한다.

## 기술
내부적으로 최초의 크롬빗은 표준 크롬북 노트북과 유사성을 가진다. 이 장치는 802.11ac 와이파이 및 블루투스 4.0, 그리고 USB 2.0 포트가 있다. 

## 이용 가능 모델
| 발표일     | 브랜드   | 모델                 | 프로세서    | RAM  | 스토리지 | 크기 |
| ---------- | -------- | -------------------- | ----------- | ---- | -------- | ---- |
| 2015년 3월 | 에이수스 | 에이수스 크롬빗 CS10 | 록칩 RK3288 | 2 GB | 16 GB    |      |